# Saint-Vaast-du-Val
Saint-Vaast-du-Val – miejscowość i gmina we Francji, w regionie Normandia, w departamencie Sekwana Nadmorska.
Według danych na rok 1990 gminę zamieszkiwało 285 osób, a gęstość zaludnienia wynosiła 49 osób/km² (wśród 1421 gmin Górnej Normandii Saint-Vaast-du-Val plasuje się na 626. miejscu pod względem liczby ludności, natomiast pod względem powierzchni na miejscu 624.).